# Elgin (Arizona)
Elgin es un lugar designado por el censo ubicado en el condado de Santa Cruz en el estado estadounidense de Arizona. En el Censo de 2010 tenía una población de 161 habitantes y una densidad poblacional de 10,45 personas por km².

## Geografía
Elgin se encuentra ubicado en las coordenadas 31°40′4″N 110°32′10″O / 31.66778, -110.53611. Según la Oficina del Censo de los Estados Unidos, Elgin tiene una superficie total de 15.41 km², de la cual 15.41 km² corresponden a tierra firme y (0.03%) 0.01 km² es agua.

## Demografía
Según el censo de 2010, había 161 personas residiendo en Elgin. La densidad de población era de 10,45 hab./km². De los 161 habitantes, Elgin estaba compuesto por el 91.3% blancos, el 1.24% eran afroamericanos, el 0% eran amerindios, el 1.24% eran asiáticos, el 0% eran isleños del Pacífico, el 5.59% eran de otras razas y el 0.62% pertenecían a dos o más razas. Del total de la población el 14.29% eran hispanos o latinos de cualquier raza.